# 黃曉敏
黃曉敏（1970年—），韩国籍华人，前中國國家隊游泳運動員，1987年亞洲十佳運動員。曾担任韓國國家隊教練，現爲法輪功學員。

## 生平
黃曉敏出生在齊齊哈爾市一個鐵路工人家庭。

## 運動員生涯
1982年中國國家隊教練穆祥雄將黃曉敏帶入中國國家集訓隊。
1983年第五屆全運會上，年僅13歲的黃曉敏，獲得200米蛙泳第三名。
1985年黃曉敏接連打破了梁偉芬5年前創造的100米和200米蛙泳全國紀錄，使這兩項成績均進入了世界前25名。
1986年參加第十屆亞運會，黃曉敏以0.01秒之差贏了日本的長崎宏子。
1987年2月，黃曉敏參加阿雷納國際短池游泳邀請賽，奪得50米、100米、200米蛙泳三塊金牌，成為這次比賽獲得金牌最多的外國運動員。被評為全國十佳運動員，同年獲得「亞洲十佳運動員」稱號。
1988年9月在韓國漢城（今首爾）舉行的第二十四屆夏季奧運會中，在女子二百米蛙泳項目中獲得一枚銀牌，成績為2分27秒49，實現了中國隊在奧運游泳項目中獎牌零的突破。应该组织要求，成为预备党员。1989年六四事件后，成为正式党员。
在她的運動員生涯中，又獲得過三枚亞運會金牌、十一枚世界盃游泳系列賽金牌。1990年再獲北京亞運會蛙泳金牌。
1994年黃曉敏稱因長期強化訓練出現風濕、心律不齊等病症，並面臨癱瘓的危險，結果迫於在23歲便退役。

## 韓國教練生涯
1995年赴韓國留學，入讀明知大學。1998年在明知大學社會體育系畢業。
2001年，黃曉敏在韓國擔任浦川大學講師和仁川大學巡回教練等職，指導韓國青少年游泳運動員。
《中国体育报》2002年4月报道，黃曉敏尚未成婚，她表示，自己的終身伴侶還是要找中國人。她說“這幾年自己學習和工作都排得滿滿的，對這個問題看得比較淡，總之一切隨緣，順其自然。”
2002年，黃曉敏擔任韓日世界杯的志願人員。
2004年12月12日，黄晓敏在海外大纪元网站上以实名发表声明，退出中国共产党。

## 外部連結
- 黃曉敏在Olympics.com（英语）
- 黃曉敏在Olympedia（英语）
- 東方體育：蛙王”黃曉敏成世界杯志願者 2001年11月27日 08:01[永久]